# 94 до н. е.

## Народились
- Лю Фулін — імператор династії Хань у 87 — 74 до н. е. (посмертне ім'я — Імператор Чжао)

## Померли
- Нікомед III Евергет (дав.-гр. Νικομήδης Εὐεργέτης, д/н — бл.94 до н. е.) — цар Віфінії бл.127 до н. е.—94 до н. е. роках.